# Eliminatoria al Campeonato Africano Sub-20 de 2019
La fase de clasificación del Campeonato Africano Sub-20 de 2019 decidió los equipos participantes de la fase final. Un total de ocho equipos jugaron en el torneo final, organizado por Níger.

## Formato
Cada pareja de equipos se enfrentará en una serie de dos partidos, a ida y vuelta. En caso de empate en el total de goles, se aplica la regla del gol de visitante y si aún persiste el empate se realiza una tanda de penales.
Los siete ganadores de la tercera ronda se clasificaron para el torneo final.

## Primera ronda
| Equipo 1     | Global     | Equipo 2                        | Ida | Vuelta |
| ------------ | ---------- | ------------------------------- | --- | ------ |
| Mauritania   | 2−1        | Marruecos                       | 2−0 | 0−1    |
| Guinea-Bisáu | 1−0        | Sierra Leona                    | 1−0 | 0−0    |
| Argelia      | 5−2        | Túnez                           | 3−1 | 2−1    |
| Liberia      | w/o        | Benín                           | −   | −      |
| Gabón        | 5−2        | Togo                            | 4−0 | 1−2    |
| Kenia        | 1−1 (v)    | Ruanda                          | 1−1 | 0−0    |
| Etiopía      | 0−3        | Burundi                         | 0−2 | 0−1    |
| Uganda       | 8−1        | Sudán del Sur                   | 5−1 | 3−0    |
| Tanzania     | 0−0 (6−5p) | República Democrática del Congo | 0−0 | 0−0    |
| Seychelles   | 0−6        | Mozambique                      | 0−0 | 0−6    |
| Malaui       | 1−1 (v)    | Suazilandia                     | 0−0 | 1−1    |
| Botsuana     | 1−1 (v)    | Namibia                         | 0−0 | 1−1    |

### Mauritania vs Marruecos
| 31 de marzo de 2018 | Mauritania               | 2-0     | Marruecos | Estadio Olímpico de Nuakchot, Nuakchot |                                 |
| 16:30               | Teguedi 17' · Kamara 71' | Reporte |           | Árbitro(s): Mohamed Eid Mansour        | Árbitro(s): Mohamed Eid Mansour |

| 21 de abril de 2018 | Marruecos | 1-0     | Mauritania | Estadio Moulay Abdellah, Rabat |                           |
| 16:00               |           | Reporte |            | Árbitro(s): Bakary Camara      | Árbitro(s): Bakary Camara |

### Guinea-Bisáu vs Sierra Leona
| 01 de abril de 2018 | Guinea-Bisáu  | 1-0     | Sierra Leona | Estadio 24 de Setembro, Bisáu    |                                  |
| 17:00               | Ricciulli 13' | Reporte |              | Árbitro(s): Alioune Sow Sandigui | Árbitro(s): Alioune Sow Sandigui |

| 21 de abril de 2018 | Sierra Leona | 0-0     | Guinea-Bisáu | Estadio Bo, Bo                 |                                |
| 16:30               |              | Reporte |              | Árbitro(s): Ayensu Afful Isaka | Árbitro(s): Ayensu Afful Isaka |

### Argelia vs Túnez
| 31 de marzo de 2018 | Argelia                                                 | 3-1     | Túnez     | Stade 20 Août 1955, Argel |                         |
| 18:00               | Zorgane 13' (pen.) · Zerrouki 41' · Khemissi 53' (a.g.) | Reporte | Hamza 42' | Árbitro(s): Adil Zourak   | Árbitro(s): Adil Zourak |

| 21 de abril de 2018 | Túnez | 1-2     | Argelia | Estadio Olímpico de Radès, Radès  |                                   |
| 15:30               |       | Reporte |         | Árbitro(s): Abdulwahid Huraywidah | Árbitro(s): Abdulwahid Huraywidah |

### Liberia vs Benín
| 30 de marzo de 2018 | Liberia | cancelado | Benín |                            |                            |
|                     |         | Reporte   |       | Árbitro(s): Thomas Kangoma | Árbitro(s): Thomas Kangoma |

| 22 de abril de 2018 | Benín | cancelado | Liberia |                            |                            |
| 16:00               |       | Reporte   |         | Árbitro(s): Salisu Basheer | Árbitro(s): Salisu Basheer |

Benin avanzó después que Liberia se retiró

### Gabón vs Togo
| 01 de abril de 2018 | Gabón                                      | 4-0     | Togo | Estadio Augustin Monédan de Sibang, Libreville |                                  |
| 15:30               | Biyoghe 15' · Ndong 19', 24' · Miyogho 47' | Reporte |      | Árbitro(s): Numbi Pierre Kibingo               | Árbitro(s): Numbi Pierre Kibingo |

| 22 de abril de 2018 | Togo | 2-1     | Gabón | Stade Municipal (Lomé), Lomé   |                                |
| 15:30               |      | Reporte |       | Árbitro(s): Mohamed Ali Moussa | Árbitro(s): Mohamed Ali Moussa |

### Kenia vs Ruanda
| 01 de abril de 2018 | Kenia    | 1-1     | Ruanda      | Kenyatta Stadium, Machakos           |                                      |
| 15:00               | Odada 7' | Reporte | Lague 90+2' | Árbitro(s): Biruk Yemanabran Kassaun | Árbitro(s): Biruk Yemanabran Kassaun |

| 21 de abril de 2018 | Ruanda | 0-0     | Kenia | Estadio Regional Nyamirambo, Kigali |                                |
| 15:30               |        | Reporte |       | Árbitro(s): Tsegay Mogos Teklu      | Árbitro(s): Tsegay Mogos Teklu |

### Etiopía vs Burundi
| 1 de abril de 2018 | Etiopía | 0-2     | Burundi                 | Estadio de Adís Abeba, Adís Abeba |                                 |
| 16:00              |         | Reporte | Muhamedi 3' · Shaka 22' | Árbitro(s): Mohamed Nur Muhudin   | Árbitro(s): Mohamed Nur Muhudin |

| 21 de abril de 2018 | Burundi | 1-0     | Etiopía | Stade Urukundo, Ngozi               |                                     |
| 15:00               |         | Reporte |         | Árbitro(s): Saddam Houssein Mansour | Árbitro(s): Saddam Houssein Mansour |

### Uganda vs Sudán del Sur
| 31 de marzo de 2018 | Uganda                                                                | 5-1     | Sudán del Sur     | Phillip Omondi Stadium, Kampala |                               |
| 16:00               | Kiza 24' (pen.) · Mukwala 66' · Ovoyo 69' · Tibita 86' · Okello 90+1' | Reporte | Mujuzi 31' (a.g.) | Árbitro(s): Adel Mukhtar Adam   | Árbitro(s): Adel Mukhtar Adam |

| 21 de abril de 2018 | Sudán del Sur | 0-3     | Uganda | Estadio de Yuba, Yuba        |                              |
| 16:00               |               | Reporte |        | Árbitro(s): Georges Gatogato | Árbitro(s): Georges Gatogato |

### Tanzania vs República Democrática del Congo
| 31 de marzo de 2018 | Tanzania | 0-0     | República Democrática del Congo | Estadio Nacional Benjamin Mkapa, Dar es-Salaam |                           |
| 16:00               |          | Reporte |                                 | Árbitro(s): William Oloya                      | Árbitro(s): William Oloya |

| 22 de abril de 2018 | República Democrática del Congo | 0-0 (5-6 p.) | Tanzania | Estadio de los Mártires, Kinsasa |                                  |
| 15:30               |                                 | Reporte      |          | Árbitro(s): Fitial Charel Kokolo | Árbitro(s): Fitial Charel Kokolo |

### Seychelles vs Mozambique
| 31 de marzo de 2018 | Seychelles | 0-0     | Mozambique | Estadio Linité, Victoria     |                              |
| 16:30               |            | Reporte |            | Árbitro(s): Ganesh Chutooree | Árbitro(s): Ganesh Chutooree |

| 21 de abril de 2018 | Mozambique | 6-0     | Seychelles | Estádio do Zimpeto, Maputo   |                              |
| 15:00               |            | Reporte |            | Árbitro(s): Tirelo Mositwane | Árbitro(s): Tirelo Mositwane |

### Malaui vs Suazilandia
| 31 de marzo de 2018 | Malaui | 0-0     | Suazilandia | Estadio Kamuzu, Blantyre |                         |
| 14:30               |        | Reporte |             | Árbitro(s): Pilan Ncube  | Árbitro(s): Pilan Ncube |

| 22 de abril de 2018 | Suazilandia | 1-1     | Malaui | Estadio Nacional Somhlolo, Lobamba |                               |
| 15:00               |             | Reporte |        | Árbitro(s): Nelson Emile Fred      | Árbitro(s): Nelson Emile Fred |

### Botsuana vs Namibia
| 31 de marzo de 2018 | Botsuana | 0-0     | Namibia | Estadio Nacional de Botsuana, Gaborone |                                   |
| 16:00               |          | Reporte |         | Árbitro(s): Andofetra Rakotojaona      | Árbitro(s): Andofetra Rakotojaona |

| 22 de abril de 2018 | Namibia | 1-1     | Botsuana | Estadio Sam Nujoma, Windhoek     |                                  |
| 15:00               |         | Reporte |          | Árbitro(s): Retselisitsoe Molise | Árbitro(s): Retselisitsoe Molise |

## Segunda ronda
| Equipo 1     | Global      | Equipo 2        | Ida | Vuelta |
| ------------ | ----------- | --------------- | --- | ------ |
| Mauritania   | (v) 3−3     | Guinea          | 1−0 | 2−3    |
| Guinea-Bisáu | 2−3         | Nigeria         | 2−2 | 0−1    |
| Argelia      | 0−2         | Ghana           | 0−0 | 0−2    |
| Gambia       | 2−3         | Benín           | 2−1 | 0−2    |
| Burkina Faso | 6−4         | Libia           | 3−1 | 3−3    |
| Gabón        | 3−2         | Costa de Marfil | 3−0 | 0−2    |
| Ruanda       | 1−3         | Zambia          | 0−2 | 1−1    |
| Burundi      | 3−1         | Sudán           | 1−1 | 2−0    |
| Uganda       | 1−1 (4-5 p) | Camerún         | 1−0 | 0−1    |
| Tanzania     | 2−6         | Malí            | 1−2 | 1−4    |
| Mozambique   | 1−4         | Sudáfrica       | 1−1 | 0−3    |
| Malaui       | 5−3         | Angola          | 1−2 | 4−1    |
| Botsuana     | 1−4         | Congo           | 1−1 | 0−3    |
| Senegal      | 0−0 (7-6 p) | Egipto          | 0−0 | 0−0    |

### Mauritania vs Guinea
| 12 de mayo de 2018 | Mauritania | 1-0     | Guinea | Estadio Olímpico de Nuakchot, Nuakchot |                            |
| 17:00              |            | Reporte |        | Árbitro(s): Jerry S. Yekeh             | Árbitro(s): Jerry S. Yekeh |

| 18 de mayo de 2018 | Guinea                                         | 3-2     | Mauritania                    | Estadio del 28 de septiembre, Conakri |                            |
| 16:30              | S. Camara 16', 52' · Aguibou Camara 25' (pen.) | Reporte | El Id 75' (pen.) · Traoré 84' | Árbitro(s): Slim Belkhouas            | Árbitro(s): Slim Belkhouas |

### Guinea-Bisáu vs Nigeria
| 12 de mayo de 2018 | Guinea-Bisáu     | 2-2     | Nigeria          | Estadio 24 de Setembro, Bisáu |                             |
| 16:00              | Pereira 53', 62' | Reporte | Alalade 28', 34' | Árbitro(s): Fabricio Duarte   | Árbitro(s): Fabricio Duarte |

| 20 de mayo de 2018 | Nigeria             | 1-0     | Guinea-Bisáu | U. J. Esuene Stadium, Calabar        |                                      |
| 16:00              | Alhassan 58' (pen.) | Reporte |              | Árbitro(s): Kouassi Attisso Attiogbe | Árbitro(s): Kouassi Attisso Attiogbe |

### Argelia vs Ghana
| 11 de mayo de 2018 | Argelia | 0-0     | Ghana | Estadio 5 de julio de 1962, Argel |                            |
| 18:00              |         | Reporte |       | Árbitro(s): Abou Coulibaly        | Árbitro(s): Abou Coulibaly |

| 20 de mayo de 2018 | Ghana                   | 2-0     | Argelia | Cape Coast Sports Stadium, Cape Coast |                           |
| 15:00              | Kudus 36' · Ibrahim 46' | Reporte |         | Árbitro(s): Boubou Traore             | Árbitro(s): Boubou Traore |

### Gambia vs Benín
| 13 de mayo de 2018 | Gambia                 | 2-1     | Benín        | Estadio Independencia, Bakau          |                                       |
| 16:30              | Jammeh 1' · Colley 34' | Reporte | Ogoulola 45' | Árbitro(s): Reinaldo Domingos Barbosa | Árbitro(s): Reinaldo Domingos Barbosa |

| 20 de mayo de 2018 | Benín              | 2-0     | Gambia | Estadio René Pleven d'Akpakpa, Cotonú |                          |
| 16:00              | Akinyoola 11', 49' | Reporte |        | Árbitro(s): Babacar Sarr              | Árbitro(s): Babacar Sarr |

### Burkina Faso vs Libia
| 12 de mayo de 2018 | Burkina Faso                        | 3-1     | Libia      | Estadio del 4 de agosto, Uagadugú |                           |
| 16:00              | Tapsoba 10' · Diarrassouba 89', 90' | Reporte | Elkout 32' | Árbitro(s): Raymond Coker         | Árbitro(s): Raymond Coker |

| 20 de mayo de 2018 | Libia                                | 3-3     | Burkina Faso                                   | Stade Olympique de Sousse, Sousse, Tunisia |                                       |
| 22:00              | Shaldun 23', 64' · Elkout 60' (pen.) | Reporte | Ouattara 29' (pen.) · Ripama 43' · Nikiema 62' | Árbitro(s): Elsiddig Mohamed Eltreefe      | Árbitro(s): Elsiddig Mohamed Eltreefe |

### Gabón vs Costa de Marfil
| 12 de mayo de 2018 | Gabón                                | 3-0     | Costa de Marfil | Estadio Augustin Monédan de Sibang, Libreville |                                   |
| 15:30              | Ndong 9' · Miyogho 17' · Biyoghe 43' | Reporte |                 | Árbitro(s): Alhadi Allaou Mahamat              | Árbitro(s): Alhadi Allaou Mahamat |

| 19 de mayo de 2018 | Costa de Marfil               | 2-0     | Gabón | Estadio Félix Houphouët-Boigny, Abiyán |                               |
| 16:00              | Kombila 4' (a.g.) · Singo 85' | Reporte |       | Árbitro(s): Blaise Yuven Ngwa          | Árbitro(s): Blaise Yuven Ngwa |

### Ruanda vs Zambia
| 12 de mayo de 2018 | Ruanda | 0-2     | Zambia         | Stade Régional Nyamirambo, Kigali |                                  |
| 15:30              |        | Reporte | Mwepu 33', 79' | Árbitro(s): Jean Marc Ganamandji  | Árbitro(s): Jean Marc Ganamandji |

| 19 de mayo de 2018 | Zambia     | 1-1     | Ruanda    | Estadio Nkoloma, Lusaka          |                                  |
| 15:00              | Malumo 53' | Reporte | Marie 70' | Árbitro(s): Christopher Harrison | Árbitro(s): Christopher Harrison |

### Burundi vs Sudán
| 12 de mayo de 2018 | Burundi      | 1-1     | Sudán      | Stade Urukundo, Ngozi               |                                     |
| 15:00              | Muhamedi 23' | Reporte | Yaqoub 29' | Árbitro(s): Mihindou Mbina Gauthier | Árbitro(s): Mihindou Mbina Gauthier |

| 20 de mayo de 2018 | Sudán | 0-2     | Burundi                | Al-Hilal Stadium, Omdurman              |                                         |
| 21:30              |       | Reporte | Shaka 82' · Mavugo 87' | Árbitro(s): Adissa Abdul Raphiou Ligali | Árbitro(s): Adissa Abdul Raphiou Ligali |

### Uganda vs Camerún
| 12 de mayo de 2018 | Uganda      | 1-0     | Camerún | Phillip Omondi Stadium, Kampala |                          |
| 21:30              | Mukwala 44' | Reporte |         | Árbitro(s): Peter Waweru        | Árbitro(s): Peter Waweru |

| 18 de mayo de 2018 | Camerún          | 1-0 (5-4 p.) | Uganda | Stade Ahmadou Ahidjo, Yaundé   |                                |
| 15:30              | Nkeng 67' (pen.) | Reporte      |        | Árbitro(s): Adaari Abdul Latif | Árbitro(s): Adaari Abdul Latif |

### Tanzania vs Malí
| 13 de mayo de 2018 | Tanzania    | 1-2     | Malí                         | Estadio Nacional Benjamin Mkapa, Dar es-Salam |                                 |
| 16:00              | Kasunda 43' | Reporte | Diakité 33' · Samnadjaré 40' | Árbitro(s): Soulaimane Ansudane               | Árbitro(s): Soulaimane Ansudane |

| 20 de mayo de 2018 | Malí                                                        | 4-1     | Tanzania    | Estadio Polideportivo Modibo Keïta, Bamako |                            |
| 17:00              | Dramé 38' · Samnadjaré 48' (pen.) · Samaké 63' · Traoré 66' | Reporte | Kiyombo 61' | Árbitro(s): Lotfi Bekoussa                 | Árbitro(s): Lotfi Bekoussa |

### Mozambique vs Sudáfrica
| 12 de mayo de 2018 | Mozambique  | 1-1     | Sudáfrica    | Estadio Ferroviario, Beira                      |                                                 |
| 15:00              | Cumbane 82' | Reporte | Matthews 60' | Árbitro(s): Messie Jessie Oved Nkounkou Mvoutou | Árbitro(s): Messie Jessie Oved Nkounkou Mvoutou |

| 20 de mayo de 2018 | Sudáfrica                   | 3-0     | Mozambique | Estadio Moruleng, Saulspoort   |                                |
| 15:00              | Meyiwa 9' · Foster 32', 66' | Reporte |            | Árbitro(s): Mfaume Ali Nassoro | Árbitro(s): Mfaume Ali Nassoro |

### Malaui vs Angola
| 12 de mayo de 2018 | Malaui    | 1-2     | Angola                 | Estadio Kamuzu, Blantyre            |                                     |
| 14:30              | Banda 77' | Reporte | Gelson 1' · Aisson 65' | Árbitro(s): Ring Nyier Akech Malong | Árbitro(s): Ring Nyier Akech Malong |

| 20 de mayo de 2018 | Angola       | 1-4     | Malaui                                                      | Estádio dos Coqueiros, Luanda |                               |
| 15:30              | Vanilson 48' | Reporte | Kadzinje 8' · Kadzongola 18' · Mbeta 28' (pen.) · Banda 45' | Árbitro(s): Abdullahi Shuaibu | Árbitro(s): Abdullahi Shuaibu |

### Botsuana vs Congo
| 12 de mayo de 2018 | Botsuana    | 1-1     | Congo       | Estadio Nacional de Botsuana, Gaborone |                                      |
| 15:00              | Khuduga 18' | Reporte | Louamba 89' | Árbitro(s): Antonio Caluassi Dungula   | Árbitro(s): Antonio Caluassi Dungula |

| 20 de mayo de 2018 | Congo                                        | 3-0     | Botsuana | Estadio Alphonse Massemba-Débat, Brazzaville |                             |
| 15:30              | Velaphi 2' (a.g.) · Okouri 49' · Louamba 54' | Reporte |          | Árbitro(s): Samuel Uwikunda                  | Árbitro(s): Samuel Uwikunda |

### Senegal vs Egipto
| 12 de mayo de 2018 | Senegal | 0-0     | Egipto | Estadio Léopold Sédar Senghor, Dakar |                              |
| 17:00              |         | Reporte |        | Árbitro(s): Juste Ephrem Zio         | Árbitro(s): Juste Ephrem Zio |

| 19 de mayo de 2018 | Egipto      | 0-0 (6-7 p.)               | Senegal | Estadio de Port Said, Puerto Saíd |                                |
| 21:30              |             |                            | | Árbitro(s): Thierry Nkurunziza    | Árbitro(s): Thierry Nkurunziza |
|                    |             | Tiros desde el punto penal | |                                   |                                |
|                    | · Bassiouni |                            | Acierto de penal · Acierto de penal · Acierto de penal · Acierto de penal · Acierto de penal · Acierto de penal · Acierto de penal |                                   |                                |

## Tercera ronda
Los ganadores clasifican al Campeonato Africano Sub-20 de 2019
| Equipo 1     | Global | Equipo 2 | Ida | Vuelta |
| ------------ | ------ | -------- | --- | ------ |
| Mauritania   | 1−6    | Nigeria  | 1−1 | 0−5    |
| Ghana        | 4−2    | Benín    | 3−1 | 1−1    |
| Burkina Faso | 4−1    | Gabón    | 3−1 | 1−0    |
| Zambia       | 1−3    | Burundi  | 1−0 | 0−3    |
| Camerún      | 1−4    | Malí     | 1−1 | 0−3    |
| Sudáfrica    | 2−0    | Malaui   | 0−0 | 2−0    |
| Congo        | 3−6    | Senegal  | 2−2 | 1−4    |

### Mauritania vs Nigeria
| 14 de julio de 2018 | Mauritania | 1-1     | Nigeria | Estadio Olímpico de Nuakchot, Nuakchot          |                                                 |
| 17:00               |            | Reporte |         | Árbitro(s): Messie Jessie Oved Nkounkou Mvoutou | Árbitro(s): Messie Jessie Oved Nkounkou Mvoutou |

| 21 de julio de 2018 | Nigeria | 5-0     | Mauritania | Estadio Agege, Lagos         |                              |
| 16:00               |         | Reporte |            | Árbitro(s): Mahmoud El Banna | Árbitro(s): Mahmoud El Banna |

### Ghana vs Benín
| 4 de agosto de 2018 | Ghana | 3-1     | Benín | Cape Coast Sports Stadium, Cape Coast |                             |
|                     |       | Reporte |       | Árbitro(s): Nabil Boukhalfa           | Árbitro(s): Nabil Boukhalfa |

| 12 de agosto de 2018 | Benín | 1-1     | Ghana | Estadio René Pleven d'Akpakpa, Cotonú |                            |
|                      |       | Reporte |       | Árbitro(s): Bienvenu Sinko            | Árbitro(s): Bienvenu Sinko |

### Burkina Faso vs Gabón
| 14 de julio de 2018 | Burkina Faso | 3-1 | Gabón | Estadio del 4 de agosto, Uagadugú |                          |
| 16:00               |              |     |       | Árbitro(s): Beida Dahane          | Árbitro(s): Beida Dahane |

| 21 de julio de 2018 | Gabón | 0-1 | Burkina Faso | Stade Augustin Monédan de Sibang, Libreville |                                        |
| 15:30               |       |     |              | Árbitro(s): Mahmood Ali Mahmood Ismail       | Árbitro(s): Mahmood Ali Mahmood Ismail |

### Zambia vs Burundi
| 14 de julio de 2018 | Zambia | 1-0 | Burundi | Estadio Nkoloma, Lusaka          |                                  |
| 15:00               |        |     |         | Árbitro(s): Antoine Effa Essouma | Árbitro(s): Antoine Effa Essouma |

| 22 de julio de 2018 | Burundi | 3-0 | Zambia | Stade Urukundo, Ngozi   |                         |
| 15:00               |         |     |        | Árbitro(s): Alex Muhabi | Árbitro(s): Alex Muhabi |

### Camerún vs Malí
| 14 de julio de 2018 | Camerún | 1-1 | Malí | Stade Ahmadou Ahidjo, Yaundé |                              |
| 15:00               |         |     |      | Árbitro(s): Ganesh Chutooree | Árbitro(s): Ganesh Chutooree |

| 22 de julio de 2018 | Malí | 3-0 | Camerún | Estadio Polideportivo Modibo Keïta, Bamako |                           |
| 17:00               |      |     |         | Árbitro(s): Samir Guezzaz                  | Árbitro(s): Samir Guezzaz |

### Sudáfrica vs Malaui
| 15 de julio de 2018 | Sudáfrica | 0-0 | Malaui | Estadio Moruleng, Saulspoort |                           |
| 15:00               |           |     |        | Árbitro(s): Celso Alvação    | Árbitro(s): Celso Alvação |

| 21 de julio de 2018 | Malaui | 0-2 | Sudáfrica | Estadio Kamuzu, Blantyre          |                                   |
| 14:30               |        |     |           | Árbitro(s): Andofetra Rakotojaona | Árbitro(s): Andofetra Rakotojaona |

### Congo vs Senegal
| 13 de julio de 2018 | Congo | 2-2 | Senegal | Estadio Alphonse Massemba-Débat, Brazzaville |                          |
| 15:30               |       |     |         | Árbitro(s): Wisdom Chewe                     | Árbitro(s): Wisdom Chewe |

| 21 de julio de 2018 | Senegal | 4-1 | Congo | Estadio Léopold Sédar Senghor, Dakar |                            |
| 17:00               |         |     |       | Árbitro(s): Haythem Guirat           | Árbitro(s): Haythem Guirat |

## Goleadores
4 goles
| - Stephen Mukwala - Abdoul Fessal Tapsoba - Eric Bekale Biyoghe | 3 goles - Bienvenue Shaka - Gabriel Ndong - Racine Louamba - Wasiu Alalade |